# 中華民國陸軍裝甲第五八六旅
陸軍裝甲第五八六旅（英語：586th Armored Brigade），為中華民國國軍駐守於臺灣臺中市的陸軍部隊，編配在陸軍第十軍團指揮部，隊名「鍾山部隊」。前身為陸軍裝甲獨立第86旅。
「鍾山部隊」隊名的由來，是為了紀念國軍裝甲兵肇始南京，因此以南京近郊鍾山（今紫金山）為名，展現國軍裝甲兵歷史悠久的精神。

## 沿革

### 戡亂時期
- 1962年11月15日，由陸軍第八軍第七〇七營、陸軍第三軍第七二二營、陸軍第一軍第七二八營等三個裝甲騎兵營合編為「陸軍裝甲騎兵第二〇八團」。
- 1970年8月1日，因「嘉禾一號」，由陸軍裝甲第二師撥入一個砲兵營。
- 1980年5月1日，因「陸精一號案」，於台中竹子坑，納編陸軍步兵第二三四師戰車第七七六營、陸軍步兵第二九二師戰車第七八一營、陸軍裝甲騎兵第二〇八團第七五二營、陸軍步兵第三三三師砲兵第一三三一營等單位，下轄旅部連、通信連、裝騎連、工兵連、反裝甲連、化學兵連、戰車第七六一營、戰車第七六二營、裝甲步兵第一六一營、砲兵營、憲兵排、支援營，併編為「陸軍裝甲獨立第八十六旅」。
- 1986年7月，移防至台中后里七星崗營區。

### 精進時期
- 1999年4月1日，因應精實案，納編陸軍機械化步兵第一〇九師裝甲步兵第一七六營、戰車第七八一營，於后里改編為「陸軍裝甲第五八六旅」。
- 2005年9月7日，於坪頂營區，陸軍裝甲第五八六旅戰車第一營第一連連長孫吉祥上尉（陸軍官校67期，追贈少校[1]）站於拖板車前方指揮M60A3戰車上拖板車時，不幸遭戰車撞死。[2]

### 精粹時期
- 2012年11月3日至9日，由陸軍第六軍團指揮部納編相關單位編成統裁部和操演部隊，執行「長泰十七號」操演，與裝甲五六四旅進行對抗演練。
- 2015年11月1日，由陸軍第十軍團指揮部納編相關單位編成統裁部和操演部隊，執行「長青十四號」操演，與海軍陸戰隊陸戰六六旅進行對抗演練。
- 2019年9月5日，時任國防部參謀總長沈一鳴上將主持陸軍裝甲第五八六旅「聯合兵種營」編成典禮，也是國軍首支「聯合兵種營」編成部隊。[3]

## 組織

### 直屬單位
- 旅部連（七星崗營區）
- 通資作業連（七星崗營區）
- 保修連（七星崗營區）
- 工兵連（光隆營區）
- 衛生連（七星崗營區）

- 旅部連（七星崗營區）
- 通資作業連（七星崗營區）
- 保修連（七星崗營區）
- 工兵連（七星崗營區）

### 下轄單位
- 聯合兵種第一營（七星崗營區）
- 聯合兵種第二營（后里南營區）
- 聯合兵種第三營（西屯坪頂營區）
- 砲兵營       （后里南營區）

各個聯兵營營部，增編海軍、空軍、陸航聯絡官與UAV無人機圖資分析官，各營同增編一個由迫砲排、反裝甲飛彈排、刺針飛彈排、狙擊組等組成的火力支援連。

## 榮譽
- 陸軍裝甲獨立第八十六旅戰車第七六二營第二連，為現今陸軍裝甲第五八六旅戰車第二營第二連前身，為因應當時中華民國退出聯合國，以及中美斷交等外交重大事件，國人發起捐款救國運動，該連獲得14輛新式M48A3戰車，遂稱「自強戰車連」，連長為後來擔任陸軍裝甲兵訓練指揮部暨裝甲兵學校副指揮官的李大元將軍。
- 民國105年（2016年），國防部體能戰技驗證，戰二營戰二連爲全軍地面部隊第一名，榮獲該年度國軍模範團體。
- 民國108年（2019年），新任陸軍司令陳寶餘上將至七星崗營區視導，表示586旅為精神戰力高昂之部隊。

## 任務

### 高寒地救援
為因應高山地區可能發生的寒災、雪災，達成緊急救援受困民眾目的，陸軍第10軍團依「超前部署、預置兵力、隨時防救」的災害防救指導，每年冬季期間派遣陸軍裝甲第586旅部隊進駐合歡山武嶺營區，執行冬季期間應援任務，一旦地方民眾有需要，國軍可隨時啟動救援機制。除裝甲586旅派遣應援兵力及兩輛CM-21裝甲車進駐合歡山的武嶺寒訓基地外，並統合運用空軍救護隊的S-70C-6、EC-225、UH-60M黑鷹直升機與陸軍航空第602旅的UH-60M黑鷹通用直升機、CH-47運輸直升機等空中兵力，協助地方警力遂行人員撤離、物資搬運及傷患後送，確保百姓生命安全。

## 相關
- 陸軍裝甲第五四二旅
- 陸軍裝甲第五六四旅
- 裝甲騎兵202團
- 陸軍裝甲第九五旅

## 引用
1. ↑  . 中華民國總統府. 2005-09-14.
2. ↑  .   [2019-02-10]. （原始内容存档于2020-02-19）.
3. ↑  .   [2019-09-05]. （原始内容存档于2020-02-19）.

## 外部連結
- 國軍模範團體：陸軍裝甲586旅戰2營戰2連 良好互動溝通 凝聚向心創造佳績 （页面存档备份，存于）